# Caussade-Rivière
Caussade-Rivière [kosad ʁivjɛʁ] ist eine französische Gemeinde mit 98 Einwohnern (Stand 1. Januar 2022) im Département Hautes-Pyrénées in der Region Okzitanien (vor 2016: Midi-Pyrénées). Die Gemeinde gehört zum Arrondissement Tarbes und zum Kanton Val d’Adour-Rustan-Madiranais.
Die Einwohner werden Caussadois und Caussadoises genannt.

## Geographie
Caussade-Rivière liegt circa 32 Kilometer nordöstlich von Tarbes in der Région naturelle Rivière-Basse am nordwestlichen Rand des Départements. Das Gemeindegebiet wird vom Fluss Layza durchquert; am Ostrand verläuft der Adour. 
Umgeben wird Caussade-Rivière von den sechs Nachbargemeinden:
| Soublecause |                                             | Labatut-Rivière |
| Hagedet     | Kompassrose, die auf Nachbargemeinden zeigt |                 |
| Lascazères  | Villefranque                                | Estirac         |

## Einwohnerentwicklung

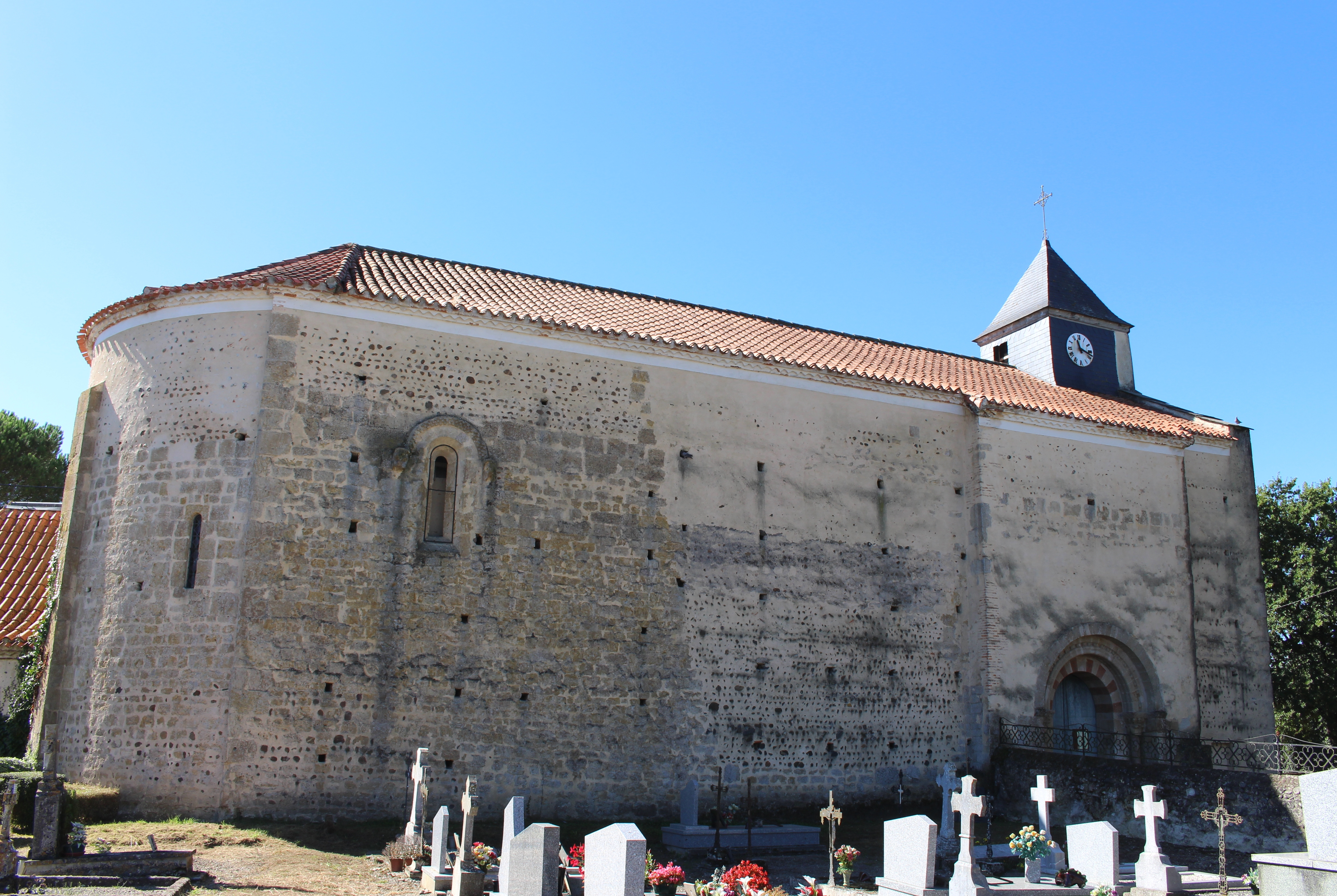
Pfarrkirche Saint-Martin

Nach Beginn der Aufzeichnungen stieg die Einwohnerzahl bis zur Mitte des 19. Jahrhunderts auf einen Höchststand von rund 245. In der Folgezeit sank die Größe der Gemeinde bei kurzen Erholungsphasen bis zur ersten Dekade des 21. Jahrhunderts auf einen Tiefststand von rund 85 Einwohnern.
| Jahr      | 1962 | 1968 | 1975 | 1982 | 1990 | 1999 | 2006 | 2011 | 2022 |
| --------- | ---- | ---- | ---- | ---- | ---- | ---- | ---- | ---- | ---- |
| Einwohner | 135  | 129  | 101  | 103  | 95   | 104  | 87   | 90   | 98   |

## Sehenswürdigkeiten
- Pfarrkirche Saint-Martin

## Wirtschaft und Infrastruktur

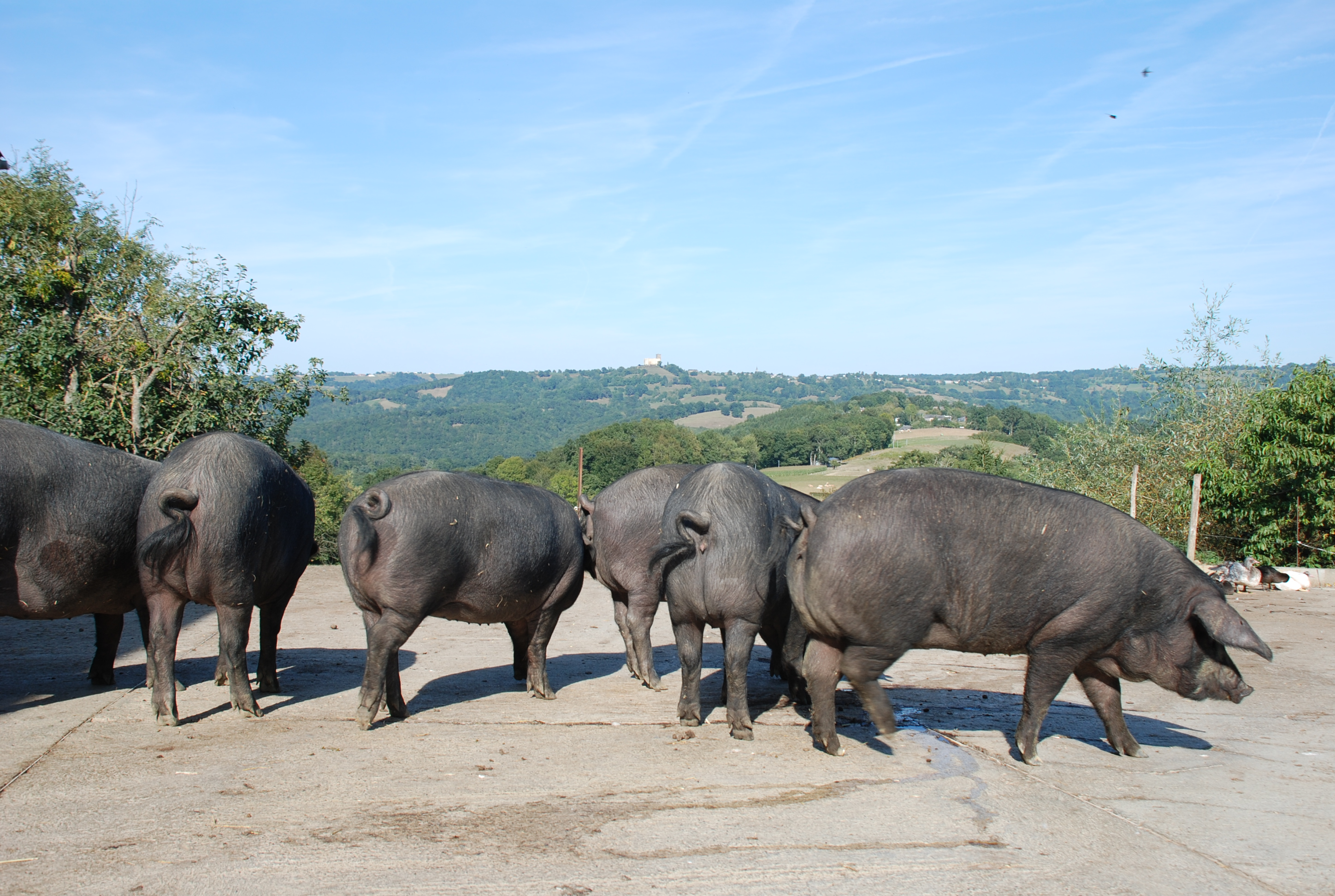
Porcs Noirs de Bigorre

Caussade-Rivière liegt in den Zonen AOC der Schweinerasse Porc noir de Bigorre und des Schinkens Jambon noir de Bigorre.

### Verkehr

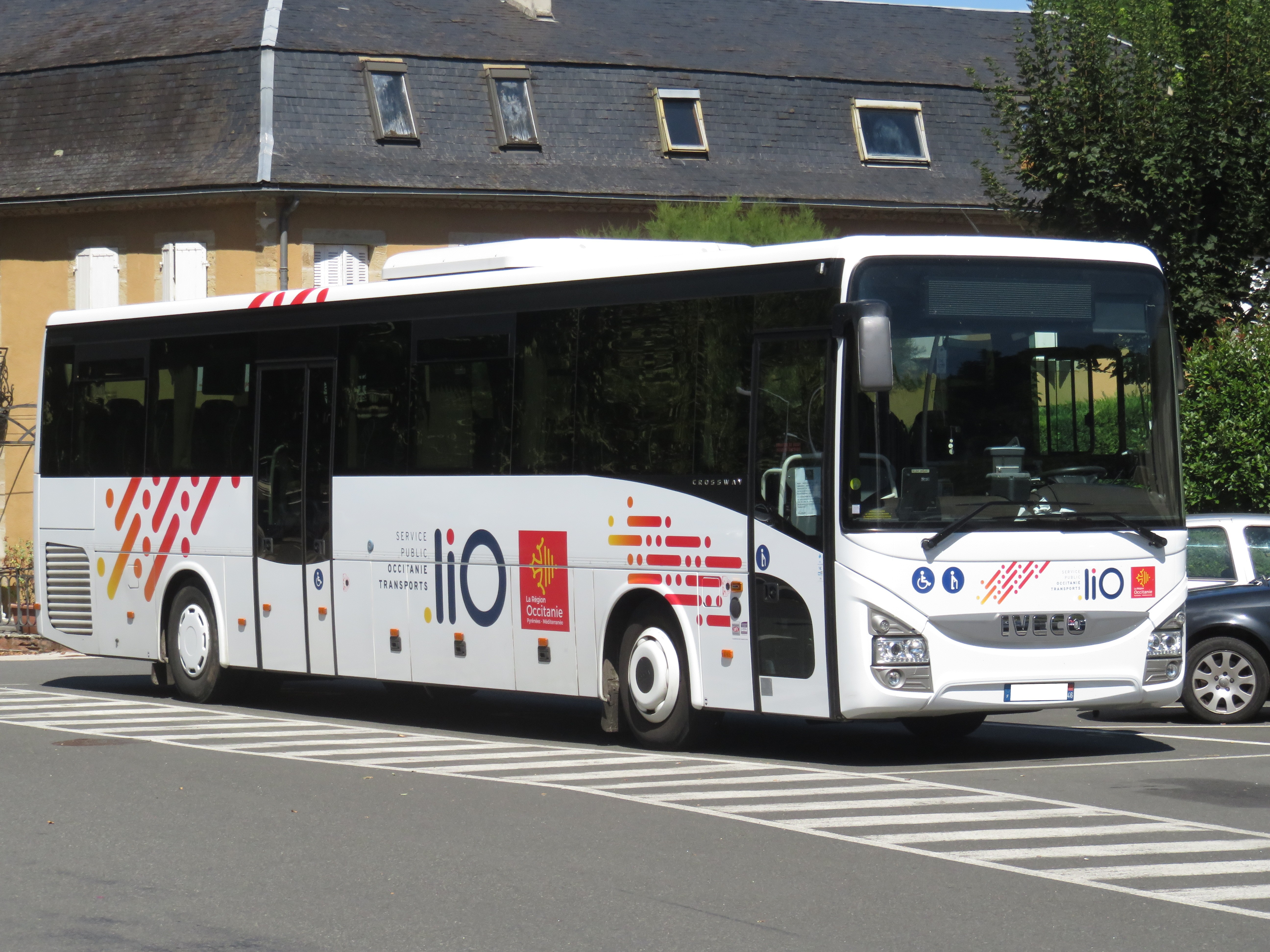
Bus der Lignes intermodales d’Occitanie

Caussade-Rivière ist erreichbar über die Routes départementales 59, 67 und 935, die ehemalige Route nationale 135.
Außerdem ist die Gemeinde über eine Linie des Busnetzes Lignes intermodales d’Occitanie von Tarbes nach Mont-de-Marsan mit anderen Gemeinden des Départements und des benachbarten Département Landes verbunden.